# Relations entre l'Arabie saoudite et l'Autriche
Les relations entre l'Arabie saoudite et l'Autriche sont les relations extérieures entre l'Autriche et l'Arabie saoudite. Les deux pays entretiennent des relations diplomatiques depuis le 7 juillet 1880, à l'occasion de l'ouverture d'un consulat autrichien à Djeddah (alors sous occupation ottomane). Les relations diplomatiques officielles et directes ont été établies le 10 septembre 1957. Aujourd'hui, l'Autriche a une ambassade à Riyad tandis que l'Arabie saoudite a une ambassade à Vienne.
En octobre 2001, le président autrichien Thomas Klestil a effectué une visite d'État en Arabie saoudite,. En avril 2004, le prince héritier Abdallah ben Abdelaziz Al Saoud en a effectué une en Autriche.
En mars 2006, le président autrichien Heinz Fischer a de nouveau rendu une visite officielle en Arabie saoudite,.